# Сладкоежка (фильм)
«Сладкоежка» (англ. Candy) — фильм режиссёра Кристиана Маркана 1968 года по одноимённому роману Терри Саузерна.

## Сюжет
Молодая девушка по имени Кэнди, восхищаясь талантами или доблестями своих поклонников, неизменно оказывается в их постели. Она нравится всем без исключения, и они её вожделеют. Однако из-за этого всеобщего помешательства сначала в маленьком заштатном городке, а затем и в Нью-Йорке творятся странные вещи и даже трагедии. Там, где ступает очаровательная ножка Кэнди, мужчины сходят с ума.

## В ролях
| Актёр                | Роль                         |
| -------------------- | ---------------------------- |
| Ева Олин             | Кэнди Кристиан               |
| Шарль Азнавур        | горбун                       |
| Марлон Брандо        | Грайндл                      |
| Ричард Бёртон        | Макфисто                     |
| Джеймс Коберн        | доктор Абраам Крэнкайт       |
| Джон Хьюстон         | доктор Кэлвин Данлэп         |
| Уолтер Маттау        | бригадный генерал Смайт      |
| Ринго Старр          | Эммануэль                    |
| Джон Эстин           | Т. М. Кристиан/Джек Кристиан |
| Эльза Мартинелли     | Ливия                        |
| Шугар Рэй Робинсон   | Зеро                         |
| Анита Палленберг     | сестра Баллок                |
| Леа Падовани         | Сильвия Фонтеглюло           |
| Флоринда Болкан      | Лолита                       |
| Марилу Толо          | Кончита                      |
| Николетта Макиавелли | Маркита                      |
| Энрико Мария Салерно | Джонатан Джей Джон           |
| Умберто Орсини       | большой парень               |
| Джилл Баннер         | в титрах не указана          |

## Художественные особенности
Фильм сделан как пародия на ряд американских фильмов. Все сцены, включая завязку и финал — имеют одновременно романтический, фантастический и эротический налет. Интересные режиссёрские аналогии граничат с безумием, а шутки с издевательством. Хорошая операторская съёмка и смешная актёрская работа известных звезд кино и мировой эстрады 1960-70-х годов — все это сделало фильм культовым для эпохи хиппи и зарождающегося в ту пору постмодернизма.

## Интересные факты
- В фильме в небольших ролях снялось большое количество известных личностей, включая французского певца Шарля Азнавура, барабанщика The Beatles Ринго Старра, модели Аниты Палленберг и боксёра Шугар Рэя Робинсона.
- Сладкоежка стала первым фильмом для Ринго Старра, в котором он появился не в составе The Beatles. В 1969 году он снова сыграл в фильме по произведению Терри Саузерна «Чудотворец».
- В фильме звучат песни «Rock Me» и «Magic Carpet Ride» рок-группы Steppenwolf, и «Child of the Universe» группы The Byrds.